# Suchý vrch (Hrubý Jeseník)
Suchý vrch je hora v pohoří Hrubý Jeseník a také stejnojmenná přírodní rezervace ev. č. 1305 zhruba 4,5 kilometry severozápadně od města Vrbno pod Pradědem v okrese Bruntál. Oblast spravuje AOPK ČR Správa CHKO Jeseníky.
Důvodem ochrany je uchování morfologicky výrazných křemencových skal s kamennými moři, přirozených lesních ekosystémů, které se vyvinuly v těchto extrémních podmínkách, a význačného paleontologického naleziště. Prostor rezervace zahrnuje vrchol a významnou část svahů stejnojmenného vrchu o nadmořské výšce 943 metrů.